# Майя, Тиаго
Тиаго Майя Аленкар (порт. Thiago Maia Alencar; род. 13 марта 1997 года, Боа-Виста) — бразильский футболист, полузащитник клуба «Фламенго», на правах аренды выступающий за «Интернасьонал».

## Клубная карьера
Уроженец Боа-Виста, Тиаго начал играть в футбол в клубе «Эстремо Норте». В августе 2010 года он переехал в Сан-Паулу, где начал играть за молодёжные команды «Сан-Каэтано». В следующем году он перешёл в «Сантос».
25 октября 2014 года Тиаго Майя дебютировал в основном составе «Сантоса», выйдя на замену в матче Серии А против «Шапекоэнсе».
22 августа 2015 года забил свой первый гол в матче против «Аваи». 13 октября 2015 года продлил свой контракт с «Сантосом» до 2019 года.
18 июля 2017 года перешёл «Лилль» за 14 миллионов евро. Контракт подписан до 2022 года.

## Карьера в сборной
Выступал за сборные Бразилии до 17 до 20 лет. В 2015 году принял участие в молодёжном чемпионате Южной Америки.

## Титулы и достижения
- Чемпион штата Сан-Паулу (2): 2015 (не играл), 2016
- Чемпион штата Рио-де-Жанейро (1): 2020
- Чемпион Бразилии (1): 2020
- Вице-чемпион Бразилии (1): 2016
- Финалист Кубка Бразилии (1): 2015
- Обладатель Суперкубка Бразилии (1): 2020 (не играл)
- Вице-чемпион Франции (1): 2018/19
- Финалист Кубка Либертадорес (1): 2021
- Обладатель Рекопы Южной Америки (1): 2020
- Олимпийский чемпион (1): 2016